# Araneus fuscinotus
Araneus fuscinotus är en spindelart som först beskrevs av Embrik Strand 1908.  Araneus fuscinotus ingår i släktet Araneus och familjen hjulspindlar. Inga underarter finns listade i Catalogue of Life.